# Привал

Привал з кавою на Безенгійському льодовику. Кавказ.

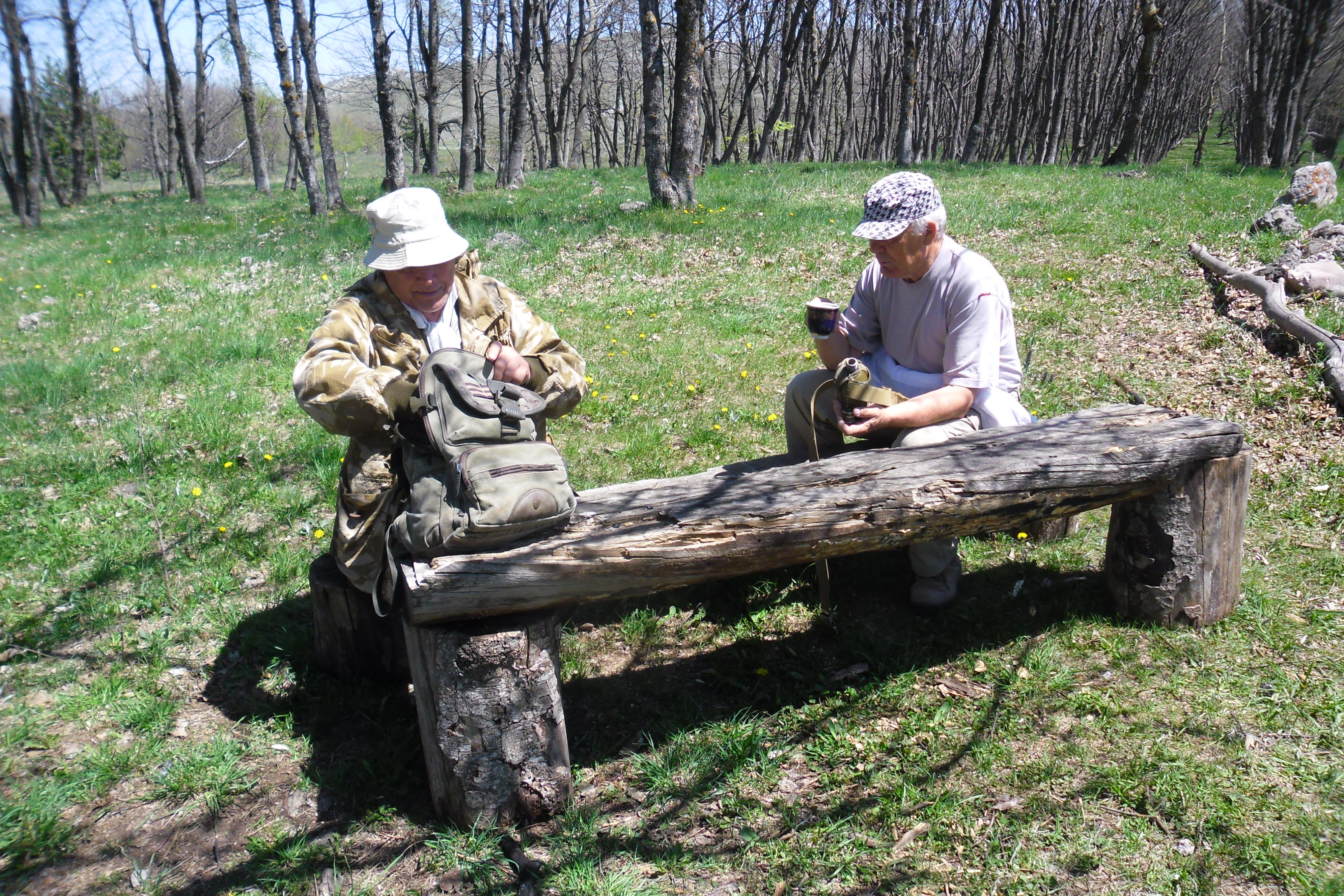
На привалі. Крим. Україна.

Група українських туристів із Запоріжчини на привалі поблизу лісового будиночка. Кавказ, 1980-і роки.

Центральний Кавказ. Група українських гірських туристів на привалі. Маршрут "Перевал Верхній Цанер — Перевал Сімох". 1968 р. На передньому плані праворуч майстер спорту Сердюк Вадим Дмитрович.

Прива́л — зупинка в дорозі для перепочинку, а також вживання їжі, води під час походу, пересування. Також місце, де зупиняються для такого відпочинку. Термін широко використовується подорожніми, туристами, альпіністами, у військовій справі.
У туристському пішому поході привал, як правило, триває 10—20 хвилин.